# Rollover
Rollover (bra: Amantes & Finanças; prt: Rollover) é um filme estadunidense de 1981, dos gêneros drama romântico e aventura policial, realizado por Alan J. Pakula.

## Resumo
Um empresário de sucesso é morto de forma misteriosa, e sua viúva, Lee Winters (Jane Fonda), antiga estrela de cinema, acaba por assumir o controlo do grupo. Ela é também ajudada por Hubbell Smith (Kris Kristofferson), um famoso consultor financeiro, pois pretende achar o assassino do marido e facturar no jogo das finanças internacionais.
Acabam por se envolver de forma amorosa e viajam juntos para a Arábia Saudita, para garantir um importante empréstimo e consolidar a posição de Lee como presidente da companhia. Mas acabam por descobrir o plano de uma companhia árabe que é retirar dinheiro de vários bancos do mundo e provocar a desestabilização da economia ocidental.

## Elenco
- Jane Fonda — Lee Winters
- Kris Kristofferson — Hubbell Smith
- Hume Cronyn — Maxwell Emery
- Josef Sommer — Roy Lefcourt
- Bob Gunton — Sal Naftari
- Macon McCalman — Jerry Fewster
- Ron Frazier — Gil Hovey
- Jodi Long — Betsy Okamoto
- Crocker Nevin — Warner Ackerman
- Marvin Chatinover — Henry Lipscomb
- Ira Wheeler — Sr. Whitelaw
- Howard Erskine — Dodds